# 新疆漠虎
新疆漠虎（学名：Alsophylax przewalskii）为壁虎科漠虎属的爬行动物，俗名西域林虎，是中国的特有物种。分布于新疆等地。该物种的模式产地新疆塔里木河下游。

## 保护
本种于2023年被收录入《有重要生态、科学、社会价值的陆生野生动物名录》。